# Davide Cassani
Pour les articles homonymes, voir Cassani.
Davide Cassani, né le 1er janvier 1961 à Faenza en Italie, est un coureur cycliste italien, reconverti en consultant sportif, puis sélectionneur.
Professionnel de 1982 à 1996, il remporte une vingtaine de succès, dont deux étapes du Tour d'Italie. De janvier 2014 à septembre 2021, il est sélectionneur de l'équipe d'Italie de cyclisme sur route masculine. 

## Biographie

### Carrière de coureur

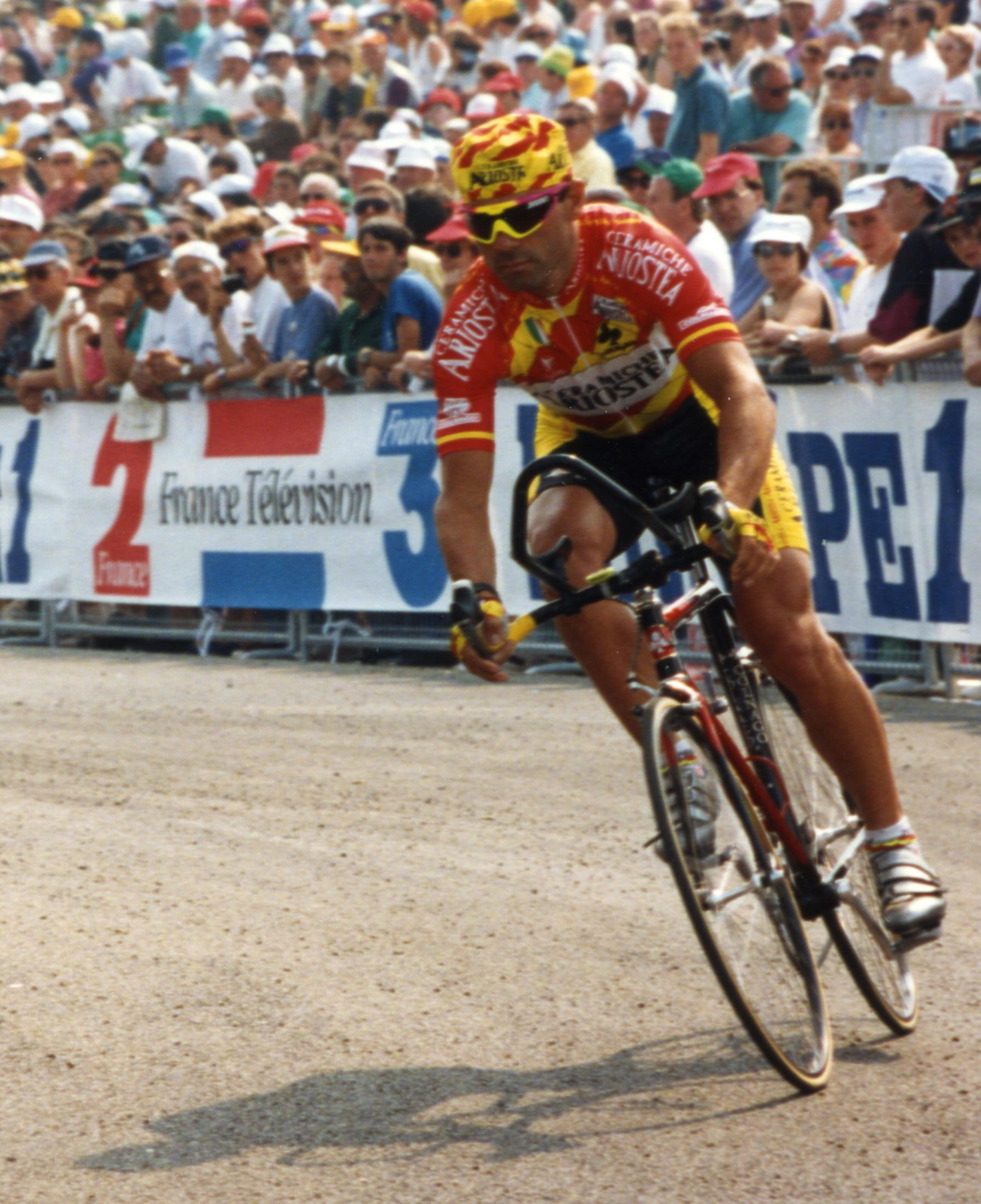
Davide Cassani en action sur le Tour de France 1993.

Davide Cassani est le cousin au second degré de Roberto Conti qui, comme lui, est passé professionnel. Il grandit à Solarolo, commençant la compétition dès son plus jeune âge.
Il fait ses débuts comme professionnel en 1982 chez Termolan. En 1986, il part chez Carrera, où il a comme coéquipiers Claudio Chiappucci, Roberto Visentini et Stephen Roche. En 1988, il court au sein de l'équipe Gewiss-Bianchi avec comme leader Moreno Argentin. De 1990 à 1994, il porte le maillot d'Ariostea, tandis qu'en 1995 il signe avec MG Maglificio. 
Spécialiste des longues échappées, il est considéré comme l'un des meilleurs équipiers du début des années 1990. Il obtient ses meilleurs résultats dans les courses d'un jour. Il participe à 12 reprises au Tour d'Italie, à neuf Tours de France (où il porte le maillot à pois) et à neuf championnats du monde.
Parmi ses résultats les plus prestigieux figurent des succès sur le Tour d'Émilie en 1990, 1991 et 1995, sur Milan-Turin en 1991, sur deux étapes du Tour d'Italie (1991 et 1993) et le Trofeo dello Scalatore en 1991. Il a également remporté le Tour méditerranéen en 1994 et deux éditions de la Coppa Agostoni. Il compte également deux tops 10 aux championnats du monde : 7e à Renaix en 1988 et 9e à Stuttgart en 1991.
Sur les grandes classiques internationales, il réalise sa meilleure saison en 1992, où il se classe troisième place de la Flèche wallonne et du Tour de Lombardie, ainsi que quatrième de Liège-Bastogne-Liège. Cela lui permet de terminer troisième du général de la Coupe du monde. Lors de l'Amstel Gold Race 1995, il se classe deuxième, battu de façon surprenante par le Suisse Mauro Gianetti dans un sprint à deux.
En 1996, il vient de rejoindre Saeco lorsqu'il est renversé par une voiture : cet accident va l'obliger à mettre un terme à sa carrière.

### Carrière dans les médias
En avril 1996, le directeur de Rai Sport Marino Bartoletti lui confie le rôle de commentateur télévisé de courses cyclistes d'abord aux côtés d'Adriano De Zan, puis d'Auro Bulbarelli et à partir de 2010 de Francesco Pancani. 
Cassani, avec un autre ancien cycliste professionnel, Massimo Boglia, est le protagoniste de la série « Le Grandi Salite del Ciclismo », également publiée en DVD, dans laquelle les deux grimpent les ascensions les plus célèbres du Tour d'Italie et du Tour de France ensemble. Il est l'auteur de l'« Almanacco del Ciclismo » publié chaque année et, avec Ivan Zazzaroni et Pier Bergonzi, co-auteur d'une biographie sur Marco Pantani : « Pantani. Un eroe tragico ».
Lors du commentaire d'une étape du Tour de France 2007, Cassani, faisant l'éloge du maillot jaune Michael Rasmussen, raconte l'avoir rencontré dans le Trentin alors qu'il s'entraînait. Ce fait coûtera au Danois (qui a menti sur sa localisation en disant qu'il était au Mexique à ce moment-là, pour échapper aux contrôles antidopage) d'être exclu de son équipe Rabobank et du Tour, qu'il était sur le point de gagner. 
En 2010, il participe à un reportage montrant la faisabilité et l'existence de vélos de course motorisés, évoquant le dopage mécanique. Il essaye le vélo motorisé et affirme que le constructeur lui a certifié que quelques coureurs professionnels ont déjà utilisé ce matériel qui permet de rouler à 50 km/h sans se fatiguer.

### Commissaire technique
Le 28 janvier 2014, il est officiellement nommé comme commissaire technique de l'équipe italienne de cyclisme sur route, succédant à Paolo Bettini. Durant son mandat, l'équipe nationale gagne deux championnats du monde de contre-la-montre (tous deux remportés par Filippo Ganna en 2020 et 2021) et quatre titres européens sur route (Matteo Trentin en 2018, Elia Viviani en 2019, Giacomo Nizzolo en 2020 et Sonny Colbrelli en 2021). Il est également proche du titre mondial de l'épreuve en ligne en 2019, avec l'argent de Matteo Trentin, battu lors d'un sprint à trois à l'arrivée par le Danois Mads Pedersen. 
Il quitte ses fonctions de commissaire technique (sélectionneur) après les mondiaux 2021,.

## Palmarès
| - 1980 - Giro Città delle Ceramiche - 1981 - Trophée Matteotti amateurs - 3e de la Coppa della Pace - 1983 - 2e de la Coppa Placci - 2e de la Coppa Sabatini - 3e du Tour de Vénétie - 1984 - 2e du Tour du Vaucluse - 3e du Trophée Pantalica - 1986 - 3e du Tour du Latium - 1987 - 3e étape du Tour d'Italie (contre-la-montre par équipes) - 2e étape du Tour de France (contre-la-montre par équipes) - 3e de Milan-Vignola - 1988 - 2e du Tour du Frioul - 7e du championnat du monde sur route - 8e du Tour de Lombardie - 1989 - 5e étape du Grand Prix Tell - 1990 - Coppa Bernocchi - Tour d'Émilie - 3e du Tour du Latium - 10e de la Flèche wallonne - 1991 - 9e étape du Tour d'Italie - 2e étape du Tour de France (contre-la-montre par équipes) - Trofeo dello Scalatore : - Classement général - 1re épreuve - Coppa Agostoni - Tour d'Émilie - Milan-Turin - 3e du GP Marostica - 3e du Tour du Latium - 8e du championnat du monde sur route | - 1992 - Tour de Campanie - 4e étape de Tirreno-Adriatico - Tour de la province de Reggio de Calabre - Grand Prix de la ville de Camaiore - 2e du Tour d'Émilie - 2e du Grand Prix des Amériques - 3e de la Flèche wallonne - 3e du Tour de Vénétie - 3e du GP Marostica - 3e du Tour de Romagne - 3e de la Coppa Placci - 3e du Tour de Lombardie - 3e de la Coupe du monde - 4e de Liège-Bastogne-Liège - 7e de la Classique de Saint-Sébastien - 1993 - 16e étape du Tour d'Italie - Coppa Agostoni - 3e du championnat d'Italie sur route - 3e du Grand Prix de l'industrie et du commerce de Prato - 7e de l'Amstel Gold Race - 9e de Milan-San Remo - 1994 - Tour méditerranéen : - Classement général - 1rea (contre-la-montre par équipes), 3e et 5eb étapes - 4e étape du Tour du Pays basque - 3e étape du Tour de France (contre-la-montre par équipes) - 3e du Tour d'Émilie - 6e du Tour de Lombardie - 8e de la Flèche wallonne - 1995 - Tour de Romagne - Coppa Sabatini - Tour d'Émilie - 2e de l'Amstel Gold Race - 2e de la Coppa Placci - 3e du Tour de Calabre - 3e du Tour du Piémont |  |

## Résultats dans les grands tours

### Tour de France
9 participations
- 1985 : abandon (16e étape)
- 1986 : non-partant (20e étape)
- 1987 : 111e, vainqueur de la 2e étape (contre-la-montre par équipes)
- 1990 : 80e
- 1991 : 112e
- 1992 : abandon (16e étape)
- 1993 : 105e
- 1994 : 108e, vainqueur de la 3e étape (contre-la-montre par équipes)
- 1995 : 112e

### Tour d'Italie
11 participations
- 1982 : 40e
- 1983 : 37e
- 1984 : non-partant (6e étape)
- 1985 : 54e
- 1986 : 35e
- 1987 : 43e, vainqueur de la 3e étape (contre-la-montre par équipes)
- 1988 : abandon (8e étape)
- 1989 : non-partant (20e étape)
- 1991 : abandon (8e étape), vainqueur de la 9e étape
- 1992 : 105e
- 1993 : 66e, vainqueur de la 16e étape

## Distinctions
- Mémorial Gastone Nencini (révélation italienne de l'année) : 1983